# PGC 38014
LEDA/PGC 38014  ist eine Irreguläre Galaxie vom Hubble-Typ im Sternbild Großer Bär am Nordsternhimmel, die schätzungsweise 72 Millionen Lichtjahre von der Milchstraße entfernt ist. Gemeinsam mit vier weiteren bildet sie die NGC 4036-Gruppe (LGG 266).
Im selben Himmelsareal befinden sich u. a. die Galaxien NGC 4036, NGC 4041, IC 758.